# Sebastião Bandeira Coelho
Dom Sebastião Bandeira Coelho (Riachão, 31 de janeiro de 1959) é um bispo católico brasileiro.

## Presbiterado
Foi ordenado sacerdote aos 27 de julho de 1984 assumindo o cargo paroquial. Estudou Filosofia e Teologia no Instituto de Ciências Religiosas de Fortaleza. Cursou mestrado em Teologia Dogmática entre os anos 1997 e 1998, na Pontifícia Universidade Gregoriana de Roma.
Foi responsável pelo Centro Vocacional São José, em São Raimundo das Mangabeiras; responsável pelo Centro Vocacional Cura D'Ars, em Balsas; coordenador diocesano da Pastoral Vocacional; coordenador diocesano da Pastoral Familiar; membro da coordenação diocesana de Pastoral; vigário geral da Diocese de Balsas (MA); vigário paroquial de Fortaleza dos Nogueiras (MA); reitor do Seminário Maior Dom Oscar Romero (1999-2004); presidente da OSIB Regional Nordeste 5 (2001-2003); professor e coordenador do Curso de Teologia no Instituto de Estudos Superiores do Maranhão (IESMA).

## Nomeação Episcopal
No dia 22 de dezembro de 2004, o Papa João Paulo II o nomeou bispo-auxiliar da Arquidiocese de Manaus e Bispo-titular de Tubursico. Foi sagrado bispo na Diocese de Balsas, no dia 12 de março de 2005, em cerimônia presidida por Dom Franco Masserdotti. Os co-consagrantes foram D. Luiz Soares Vieira, Arcebispo de Manaus, e D. Paulo Eduardo Andrade Ponte, Arcebispo de São Luís do Maranhão.

## Episcopado
Dom Sebastião assumiu várias responsabilidades na Arquidiocese de Manaus e no Regional Norte I da CNBB. Era o responsável pelos municípios de Careiro da Várzea, Careiro Castanho, Iranduba, Manaquiri, Novo Airão, Presidente Figueiredo e Rio Preto da Eva; pela formação nos Seminários Bom Pastor e São José e no Instituto de Teologia e Pastoral de Ensino Superior da Amazônia-ITEPES; assessorou a Pastoral Carcerária Arquidiocesana; acompanhou a Pastoral da Juventude Arquidiocesana; Secretário do Regional Norte I da CNBB e acompanhou a Dimensão Bíblico-Catequética do Regional Norte I.
Em 6 de janeiro de 2010, o Papa Bento XVI nomeou Dom Sebastião bispo-coadjutor da diocese de Coroatá (MA). O pontífice atendeu ao pedido de dom Reinhard Pünder, a quem D. Sebastião sucedeu em 16 de janeiro de 2011.
Em 9 de maio de 2019 foi eleito pelo episcopado maranhense como presidente do Regional Nordeste 5 da CNBB. 